# Wiesiołek

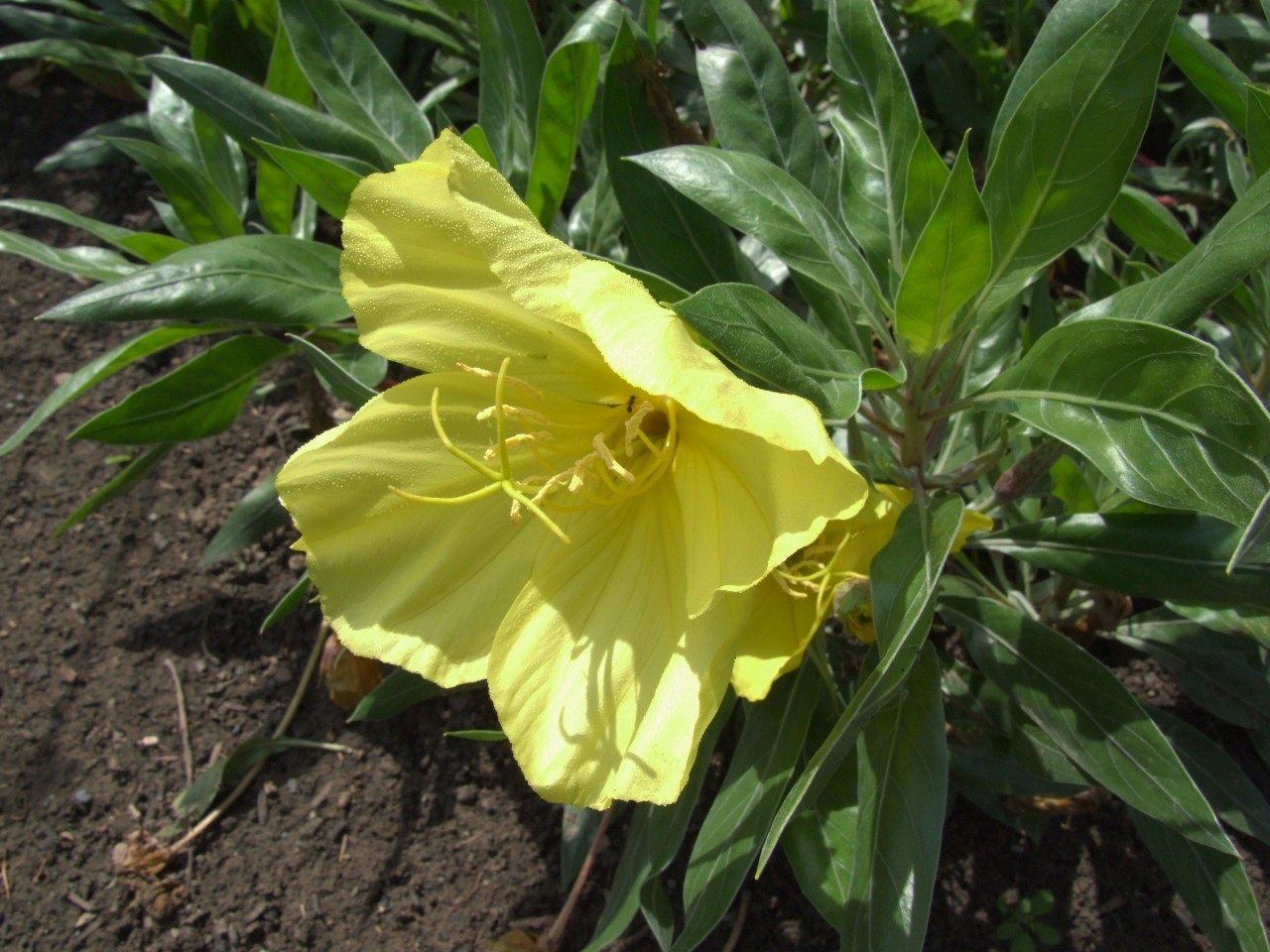
Wiesiołek ozdobny

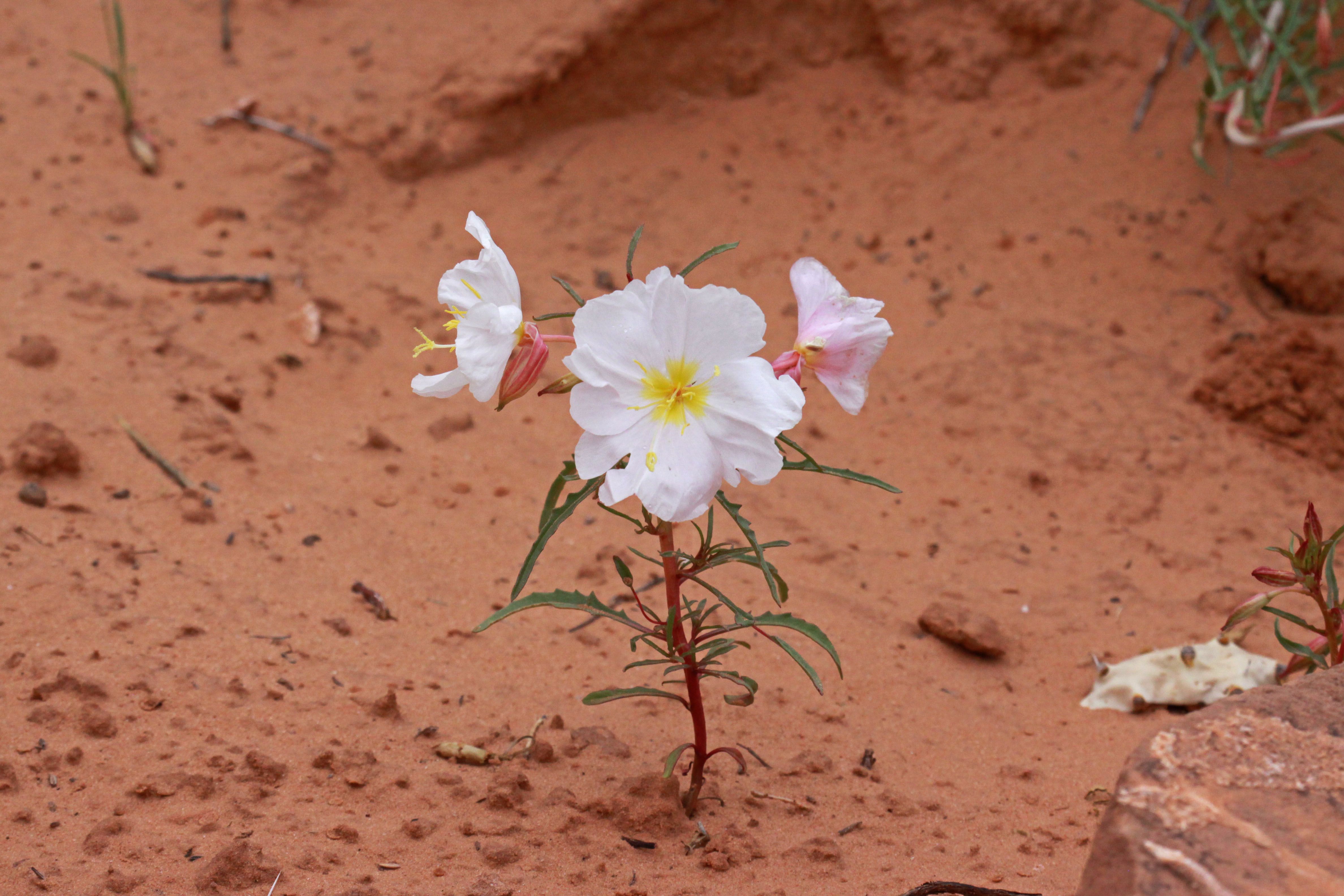
Oenothera albicaulis

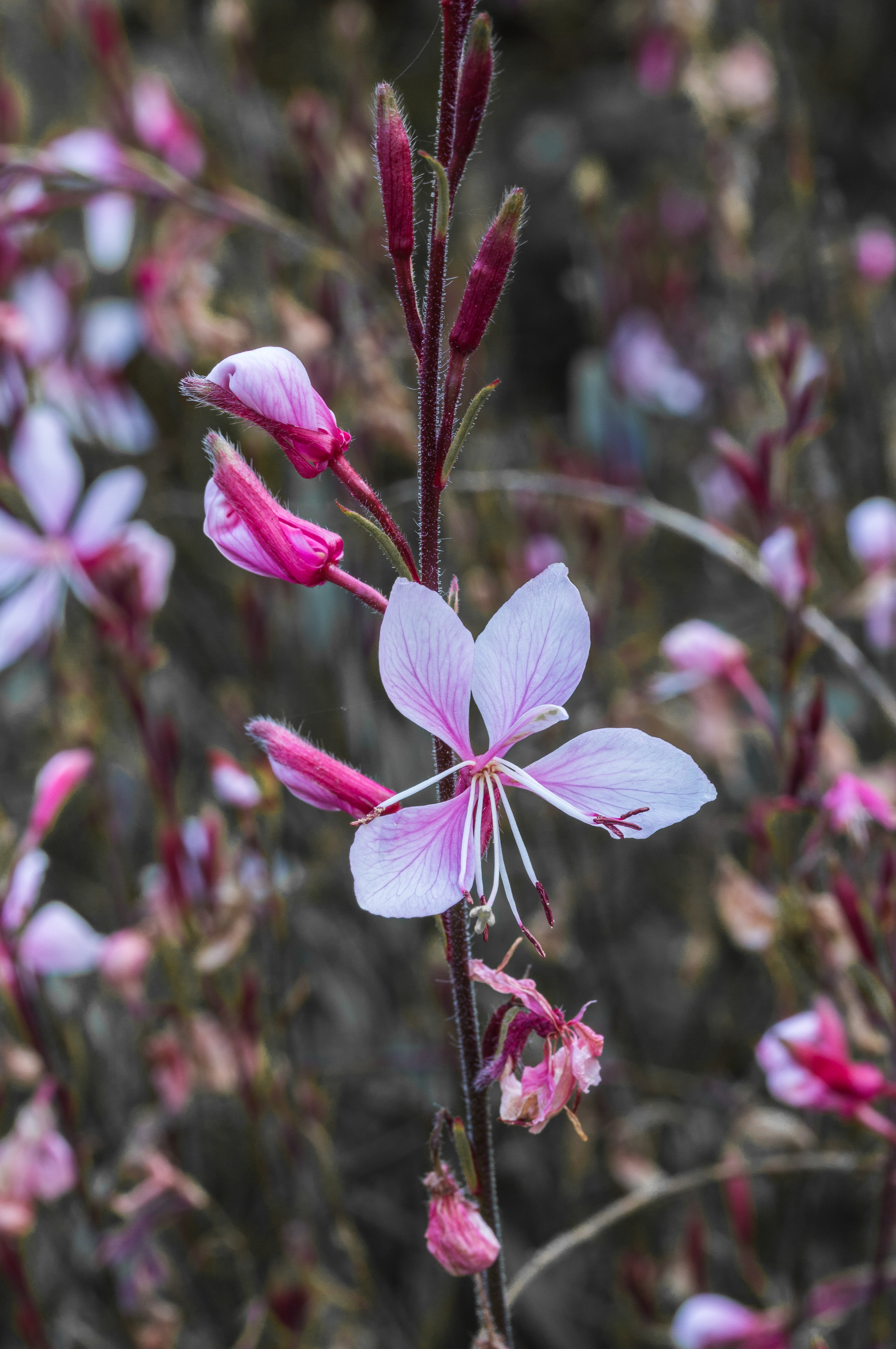
Oenothera lindheimeri

Wiesiołek (Oenothera L.) – rodzaj roślin zielnych z rodziny wiesiołkowatych (Onagraceae). Należy do niego 157 gatunków. Rośliny te występują naturalnie w Ameryce Północnej i Południowej, z centrum zróżnicowania w południowo-zachodniej części Ameryki Północnej. Część gatunków została introdukowana na inne kontynenty. W Europie w niektórych ujęciach opisano ich kilkadziesiąt, aczkolwiek wiele z nich nie jest szerzej uznawanych.
Wiele gatunków w obrębie rodzaju wyróżnia się tworzeniem tzw. heterozygot kompleksowych (ang. Permanent translocation heterozygosity – PTH). Powstają one w wyniku specyficznej budowy chromosomów, które dziedziczone są w nie podlegających rozszczepieniu zestawach ojcowskich i matecznych.
Różne gatunki wiesiołków są uprawiane jako ozdobne, zwłaszcza wiesiołek ozdobny O. macrocarpa, wiesiołek czerwonokielichowy O. glazioviana, wiesiołek okazały O. speciosa. Niektóre gatunki wykorzystywane są jako jadalne i lecznicze. Spożywane są m.in. liście i korzenie wiesiołka dwuletniego O. biennis. Nasiona są źródłem oleju wiesiołkowego zawierającego kwas γ-linolenowy i wykorzystywane są w medycynie oraz kosmetykach.

## Morfologia

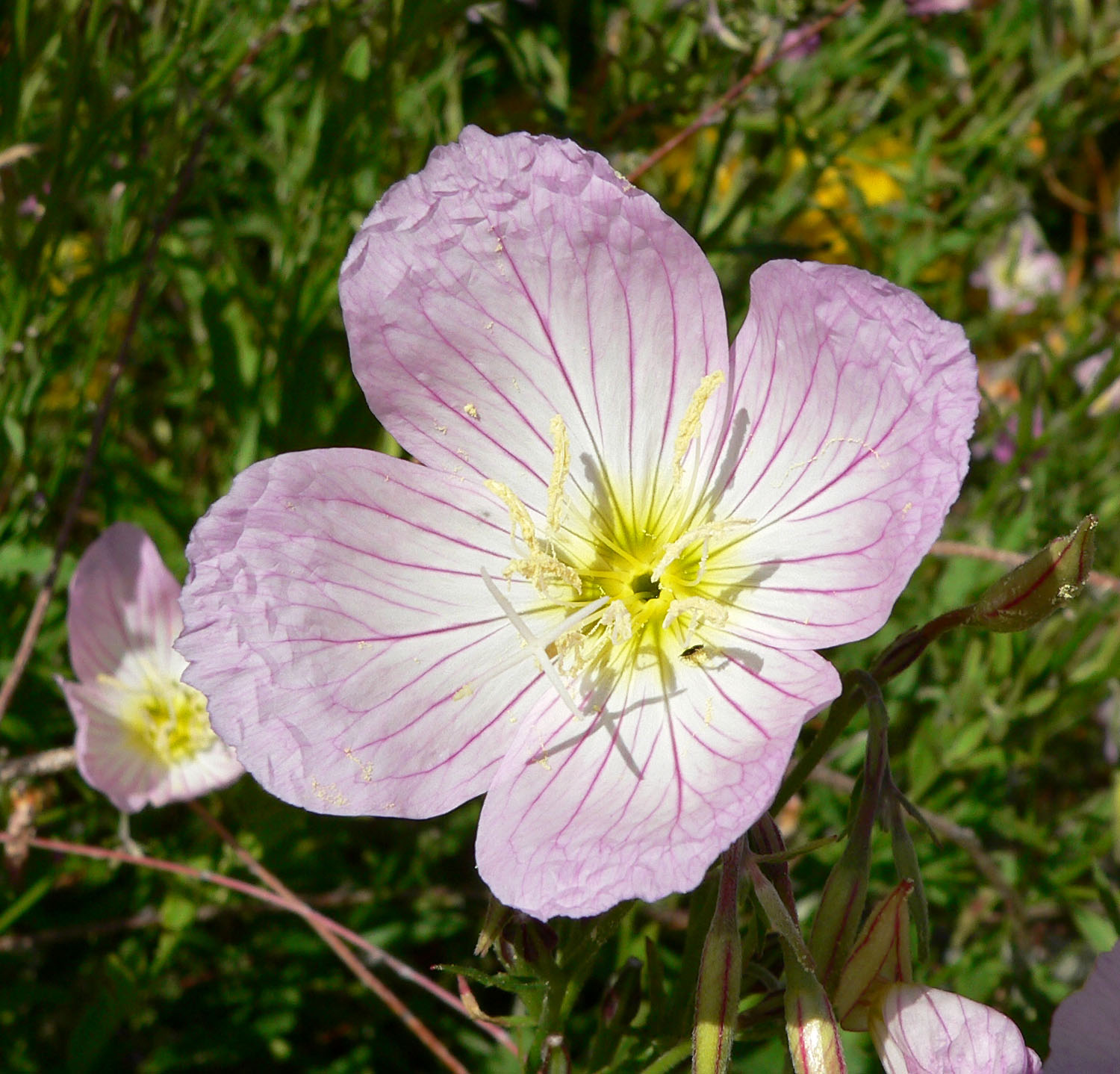
Oenothera speciosa

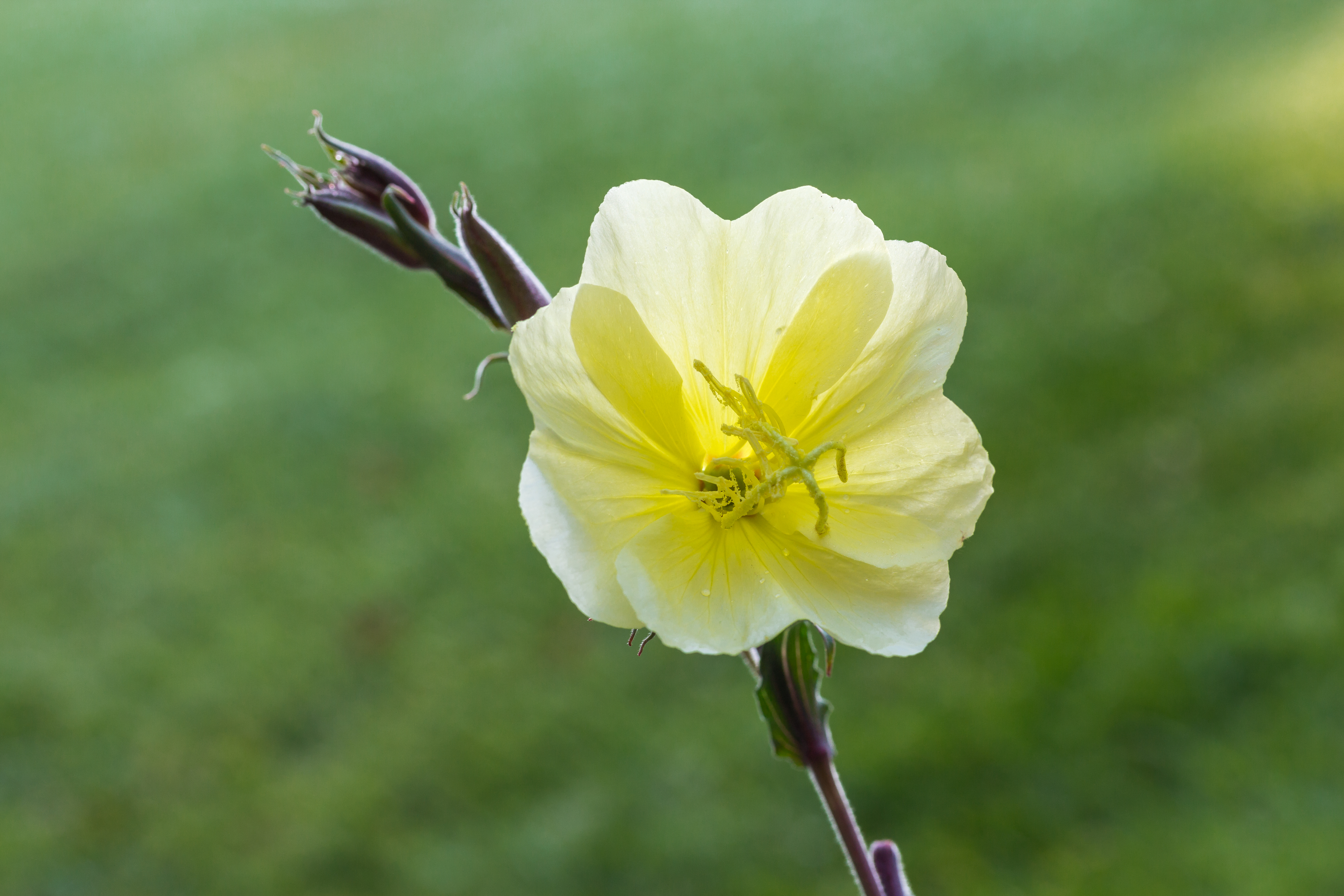
Oenothera stricta

PokrójRośliny zielne (jednoroczne, dwuletnie i byliny) o pędach rozwiniętych lub skróconych, z korzeniem palowym lub licznymi korzeniami włóknistymi, rzadko z rozłogami, czasem tworzące pędy z korzeni bocznych.
LiścieSiedzące lub ogonkowe, bez przylistków, skrętoległe, u niektórych gatunków skupione w rozetę przyziemną, całobrzegie, klapowane lub pierzaste.
KwiatyBarwne, u większości gatunków żółte, rzadziej białe, purpurowe lub różowe, otwierające się wieczorem (zapylane głównie przez nocne motyle i rzadko przez pszczoły) lub o świcie. Kwiaty promieniste, obupłciowe, z czterema działkami kielicha i płatkami korony kwiatu. Pręcików jest 8. Zalążnia z czterema komorami, z licznymi zalążkami. Słupek na szczycie z czterema łatkami znamienia.
OwoceTorebki cylindryczne lub czterokątne, czasem oskrzydlone, proste lub wygięte. Nasiona licznie rozwijające się w jednym lub dwóch rzędach w każdej z komór.

## Systematyka
Pozycja systematyczna
Rodzaj z plemienia Onagreae podrodziny Onagroideae i rodziny wiesiołkowatych (Onagraceae Juss.).
Do rodzaju włączone zostały tradycyjnie wyróżniane od dawna rodzaje Calylophus, Gaura i Stenosiphon. Utrzymywanie ich poza rodzajem Oenothera powodowało, że rodzaj ten nie był monofiletyczny. 
Gatunki flory Polski w ujęciu listy krajowej
Pierwsza nazwa naukowa według listy krajowej, druga – obowiązująca według bazy taksonomicznej Plants of the World online (jeśli jest inna, znak zapytania oznacza brak nazwy w bazie). Na liście krajowej ujęto liczne taksony, które nie są uznawane, jako mieszczące się w ramach zmienności zwykle O. biennis i O. parviflora

- wiesiołek alzacki Oenothera ersteinensis R. Linder & R. Jean ≡ Oenothera biennis L.
- wiesiołek czerwonokielichowy Oenothera glazioviana Micheli in Mart.
- wiesiołek czerwonołodygowy Oenothera rubricaulis Kleb. ≡ Oenothera biennis L.
- wiesiołek czworograniasty Oenothera tetragona Roth – efemerofit
- wiesiołek drobnokwiatowy Oenothera parviflora L.
- wiesiołek dwuletni Oenothera biennis L.
- wiesiołek dziwny Oenothera paradoxa Hudziok ≡ Oenothera biennis L.
- wiesiołek fałszywy Oenothera pseudochicaginensis Rostański ≡ Oenothera × braunii Döll
- wiesiołek flemingski Oenothera flaemingina Hudziok ≡ Oenothera biennis L.
- wiesiołek Hoelschera Oenothera hoelscheri Renner ex Rostański ≡ Oenothera ×drawertii Renner ex Rostański
- wiesiołek Isslera Oenothera ×issleri Renner ex Rostański ≡ Oenothera parviflora L.
- wiesiołek Kazimierza Oenothera ×casimiri Rostański ≡ Oenothera biennis L.
- wiesiołek koronkowy Oenothera coronifera Renner ≡ Oenothera glazioviana Micheli
- wiesiołek krzaczasty Oenothera fruticosa L.
- wiesiołek krzyżowy Oenothera cruciata Nutt. ex G. Don ≡ Oenothera parviflora L.
- wiesiołek mylący Oenothera ×fallax Renner
- wiesiołek nagi Oenothera nuda Renner ex Rostański ≡ Oenothera biennis L.
- wiesiołek nyski, w. Victorina Oenothera victorinii R.R.Gates & Catches. ≡ Oenothera biennis L.
- wiesiołek odgięty, w. lipski Oenothera deflexa R.R.Gates ≡ Oenothera parviflora L.
- wiesiołek Oelhersa Oenothera ×oehlkersii Kappus
- wiesiołek ostrolistny Oenothera acutifolia Rostański
- wiesiołek ozdobny, w. missouryjski Oenothera macrocarpa Nutt. – gatunek uprawiany
- wiesiołek owłosiony Oenothera ×villosa Thunb. ≡ Oenothera villosa Thunb.
- wiesiołek pachnący Oenothera suaveolens Desf. ex Pers. ≡ Oenothera biennis L.
- wiesiołek piaskowy Oenothera oakesiana (A.Gray) G.T.Robbins ex S.Watson
- wiesiołek późnokwitnący Oenothera pycnocarpa Atk. & Bartl. in Bartl. ≡ Oenothera biennis L.
- wiesiołek punktowany Oenothera ×punctulata Rostański & Gutte ≡ Oenothera biennis L.
- wiesiołek Rennera Oenothera canovirens E.S. Steele ≡ Oenothera villosa subsp. villosa
- wiesiołek Royfrasera Oenothera royfraseri R.R. Gates ≡ Oenothera biennis L.
- wiesiołek śląski Oenothera subterminalis R.R. Gates ≡ Oenothera parviflora L.
- wiesiołek środkowoniemiecki Oenothera jueterbogensis Hudziok ≡ Oenothera biennis L.
- wiesiołek Tacika Oenothera tacikii Rostański ≡ Oenothera biennis L.
- wiesiołek trwały Oenothera perennis L. – efemerofit
- wiesiołek Wiena Oenothera wienii Renner ex Rostański ≡ Oenothera × polgari Rostański
- wiesiołek wierzbolistny Oenothera depressa Greene ≡ Oenothera villosa subsp. villosa
- wiesiołek wrocławski Oenothera wratislaviensis Rostański ≡ Oenothera biennis L.
- wiesiołek wydmowy Oenothera ammophila Focke ≡ Oenothera oakesiana (A.Gray) J.W.Robbins ex S.Watson
- wiesiołek zgiętoosiowy Oenothera ×albipercurva Renner ex Hudziok ≡ Oenothera ×heiniana Teyber
- wiesiołek zwałowy Oenothera ×acerviphila Rostański ≡ ?
- wiesiołek zwyczajny Oenothera indecora Cambess.

Wykaz gatunków
- Oenothera acaulis Cav.
- Oenothera acutifolia Rostański – wiesiołek ostrolistny
- Oenothera acutissima W.L.Wagner
- Oenothera affinis Cambess.
- Oenothera albicaulis Pursh
- Oenothera anomala Curtis
- Oenothera arequipensis Munz & I.M.Johnst.
- Oenothera argillicola Mack.
- Oenothera arida W.L.Wagner & Hoch
- Oenothera arizonica (Munz) W.L.Wagner
- Oenothera avita (W.M.Klein) W.E.Klein
- Oenothera bahia-blancae W.Dietr.
- Oenothera biennis L. – wiesiołek dwuletni
- Oenothera boquillensis (P.H.Raven & D.P.Greg.) W.L.Wagner & Hoch
- Oenothera brachycarpa A.Gray
- Oenothera brandegeei (Munz) P.H.Raven
- Oenothera × braunii Döll – wiesiołek fałszywy
- Oenothera breedlovei W.Dietr. & W.L.Wagner
- Oenothera brevipetala W.Dietr.
- Oenothera calcicola (P.H.Raven & D.P.Greg.) W.L.Wagner & Hoch
- Oenothera canescens Torr. & Frém.
- Oenothera capillifolia Scheele
- Oenothera catharinensis Cambess.
- Oenothera cavernae Munz
- Oenothera centaureifolia (Spach) Steud.
- Oenothera cespitosa Nutt.
- Oenothera cinerea (Wooton & Standl.) W.L.Wagner & Hoch
- Oenothera × clavifera Hudziok
- Oenothera clelandii W.Dietr., P.H.Raven & W.L.Wagner
- Oenothera coloradensis (Rydb.) W.L.Wagner & Hoch
- Oenothera coquimbensis Gay
- Oenothera cordata J.W.Loudon
- Oenothera coronopifolia Torr. & A.Gray
- Oenothera coryi W.L.Wagner
- Oenothera curtiflora W.L.Wagner & Hoch
- Oenothera curtissii Small
- Oenothera deltoides Torr. & Frém.
- Oenothera demareei (P.H.Raven & D.P.Greg.) W.L.Wagner & Hoch
- Oenothera deserticola (Loes.) Munz
- Oenothera dissecta A.Gray ex S.Watson
- Oenothera dodgeniana Krakos & W.L.Wagner
- Oenothera × drawertii Renner ex Rostański
- Oenothera drummondii Hook.
- Oenothera elata Kunth
- Oenothera elongata Rusby
- Oenothera engelmannii (Small) Munz
- Oenothera epilobiifolia Kunth
- Oenothera falfurriae W.Dietr. & W.L.Wagner
- Oenothera × fallax Renner – wiesiołek mylący
- Oenothera featherstonei Munz & I.M.Johnst.
- Oenothera filiformis (Small) W.L.Wagner & Hoch
- Oenothera filipes (Spach) W.L.Wagner & Hoch
- Oenothera flava (A.Nelson) Garrett
- Oenothera fruticosa L. – wiesiołek krzaczasty, w. krzewiasty
- Oenothera gaura W.L.Wagner & Hoch
- Oenothera gayleana B.L.Turner & M.J.Moore
- Oenothera glaucifolia W.L.Wagner & Hoch
- Oenothera glazioviana Micheli – wiesiołek czerwonokielichowy
- Oenothera grandiflora L'Hér.
- Oenothera grandis Smyth
- Oenothera grisea W.Dietr.
- Oenothera harringtonii W.L.Wagner, Stockh. & W.M.Klein
- Oenothera hartwegii Benth.
- Oenothera havardii S.Watson
- Oenothera × heiniana Teyber – wiesiołek zgiętoosiowy
- Oenothera heterophylla Spach
- Oenothera hexandra (Ortega) W.L.Wagner & Hoch
- Oenothera hispida (Benth.) W.L.Wagner, Hoch & Zarucchi
- Oenothera howardii (A.Nelson) M.E.Jones ex Prain
- Oenothera humifusa Nutt.
- Oenothera indecora Cambess. – wiesiołek zwyczajny
- Oenothera jamesii Torr. & A.Gray
- Oenothera kunthiana (Spach) Munz
- Oenothera laciniata Hill
- Oenothera lasiocarpa Griseb.
- Oenothera lavandulifolia Torr. & A.Gray
- Oenothera lindheimeri (Engelm. & A.Gray) W.L.Wagner & Hoch
- Oenothera linifolia Nutt.
- Oenothera longiflora L.
- Oenothera longissima Rydb.
- Oenothera longituba W.Dietr.
- Oenothera luciae-julianiae W.L.Wagner
- Oenothera macrocarpa Nutt. – wiesiołek ozdobny
- Oenothera macrosceles A.Gray
- Oenothera magellanica Phil.
- Oenothera maysillesii Munz
- Oenothera mckelveyae (Munz) W.L.Wagner & Hoch
- Oenothera mendocinensis Gillies ex Hook. & Arn.
- Oenothera mexicana Spach
- Oenothera mollissima L.
- Oenothera montevidensis W.Dietr.
- Oenothera × moravica V.Jehlík & Rostański
- Oenothera muelleri Munz
- Oenothera multicaulis Ruiz & Pav.
- Oenothera nana Griseb.
- Oenothera nealleyi (J.M.Coult.) Krakos & W.L.Wagner
- Oenothera neomexicana (Small) Munz
- Oenothera nocturna Jacq.
- Oenothera nutans G.F.Atk. & Bartlett
- Oenothera nuttallii Torr. & A.Gray
- Oenothera oakesiana (A.Gray) J.W.Robbins ex S.Watson – wiesiołek piaskowy
- Oenothera odorata Jacq.
- Oenothera organensis Munz ex S.Emers.
- Oenothera orizabae W.L.Wagner
- Oenothera pallida Lindl.
- Oenothera parodiana Munz
- Oenothera parviflora L. – wiesiołek drobnokwiatowy
- Oenothera patriciae W.L.Wagner & Hoch
- Oenothera pedunculifolia W.Dietr.
- Oenothera pennellii Munz
- Oenothera perennis L. – wiesiołek trwały
- Oenothera peruana W.Dietr.
- Oenothera picensis Phil.
- Oenothera pilosella Raf.
- Oenothera platanorum P.H.Raven & D.R.Parn.
- Oenothera podocarpa (Wooton & Standl.) Krakos & W.L.Wagner
- Oenothera × polgari Rostański
- Oenothera primiveris A.Gray
- Oenothera psammophila (A.Nelson & J.F.Macbr.) W.L.Wagner, Stockh. & W.M.Klein
- Oenothera pseudoelongata W.Dietr.
- Oenothera pubescens Willd. ex Spreng.
- Oenothera punae Kuntze
- Oenothera × purpurans (Borbás) Borbás
- Oenothera ravenii W.Dietr.
- Oenothera recurva W.Dietr.
- Oenothera resicum Benavides, Kuethe, Ortiz-Alcaráz & León de la Luz
- Oenothera rhombipetala Nutt.
- Oenothera riparia Nutt.
- Oenothera riskindii W.L.Wagner
- Oenothera rivadaviae W.Dietr.
- Oenothera rosea L'Hér. ex Aiton – wiesiołek różowy[12]
- Oenothera sandiana Hassk.
- Oenothera santarii W.Dietr.
- Oenothera scabra K.Krause
- Oenothera seifrizii Munz
- Oenothera serrulata Nutt.
- Oenothera sessilis (Pennell) Munz
- Oenothera siambonensis W.Dietr.
- Oenothera simulans (Small) W.L.Wagner & Hoch
- Oenothera sinuosa W.L.Wagner & Hoch
- Oenothera spachiana Torr. & A.Gray
- Oenothera speciosa Nutt. – wiesiołek okazały[12]
- Oenothera stricta Ledeb. ex Link
- Oenothera stubbei W.Dietr., P.H.Raven & W.L.Wagner
- Oenothera suffrutescens (Moc. & Sessé ex Ser.) W.L.Wagner & Hoch
- Oenothera suffulta (Engelm.) W.L.Wagner & Hoch
- Oenothera tafiensis W.Dietr.
- Oenothera tamrae W.Dietr. & W.L.Wagner
- Oenothera tarijensis W.Dietr.
- Oenothera tetragona Roth – wiesiołek czworograniasty
- Oenothera tetraptera Cav.
- Oenothera texensis P.H.Raven & D.R.Parn.
- Oenothera toumeyi (Small) Tidestr.
- Oenothera triangulata (Buckley) W.L.Wagner & Hoch
- Oenothera triloba Nutt.
- Oenothera tubicula A.Gray
- Oenothera tubifera Ser.
- Oenothera tucumanensis W.Dietr.
- Oenothera verrucosa I.M.Johnst.
- Oenothera versicolor Lehm.
- Oenothera villaricae W.Dietr.
- Oenothera villosa Thunb.
- Oenothera wigginsii W.M.Klein
- Oenothera wolfii (Munz) P.H.Raven, W.Dietr. & Stubbe
- Oenothera xylocarpa Coville

## Zastosowanie
- Rośliny lecznicze: olej wiesiołkowy (Oleum Oenotherae) sporządzany z nasion jest stosowany w lecznictwie i do wyrobu kosmetyków.
- Rośliny ozdobne: niektóre gatunki ze względu na piękne, duże kwiaty uprawiane są jako rośliny ozdobne. Do najbardziej popularnych w uprawie należą: wiesiołek ozdobny O. macrocarpa, wiesiołek czerwonokielichowy O. glazioviana, wiesiołek okazały O. speciosa[10].
- Rośliny pszczelarskie. Wiesiołki nadają się do uprawy na nieużytkach w celu zapewnienia pyłku pszczołom, które pożytkują na wiesiołku od lipca do późnej jesieni.
- Roślina jadalna. Po ugotowaniu jadalne są młode liście, pędy, zielone strąki oraz korzenie. W smaku są pieprzne. Wiesiołki zawierają dużo kwasu γ-linolenowego i śluzu. Smaczne są korzenie pokrojone na plasterki i przyprawione octem z oliwą. Kwiaty można dodawać do sałatek. Wiesiołki dość często były spożywane przez Indian. Apacze żuli surowe owoce wiesiołków, Zuni i Gosiute nasiona, Czirokezi smażone i podgotowane liście[13].